# Shanghai Airlines

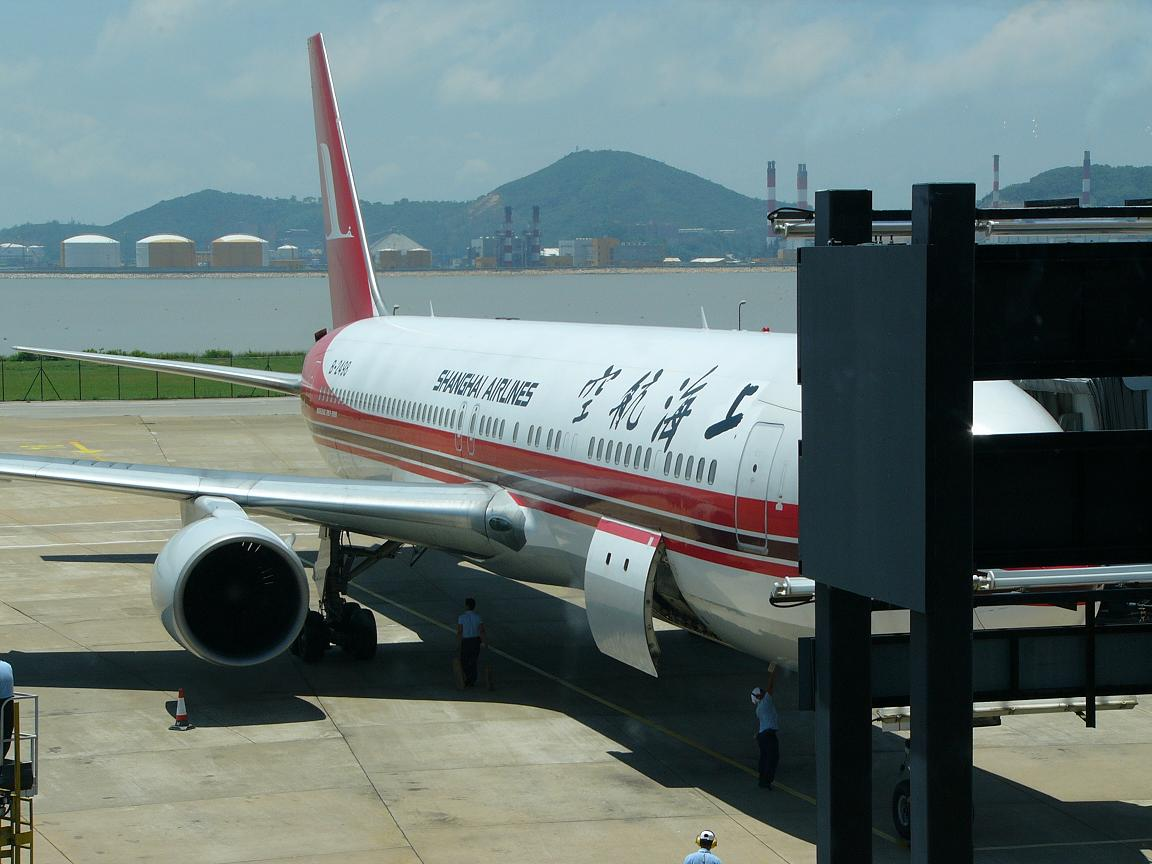
Boeing 767—300 в Макао

Шанхайские авиалинии (кит.яз上海航空公司; англ. Shanghai Airlines Co., Ltd.) (SSE: 600591) — авиакомпания, базирующаяся в Шанхае, Китай. Выполняет местные и международные рейсы. Дочернее предприятие магистральной авиакомпании China Eastern Airlines.
Главными транзитными узлами (хабами) перевозчика являются Международный аэропорт Шанхай Пудун и Международный аэропорт Шанхай Хунцяо. Несмотря на то, что некоторые рейсы осуществляет из Нанкина и Ханчжоу, это одна из самых централизованных авиакомпаний Китая, работающая по модели «hub and spoke».

## История
Авиакомпания была создана и начала операции в 1985 году. Она была учреждена местными властями Шанхая как первая независимо управляемая местная авиакомпания в Китае. Первоначально её деятельность была ограничена внутренними рейсами, но в сентябре 1997 года она получила правительственное одобрение работы на международных рейсах. В октябре 2002 года акции авиакомпании начали торговаться на Шанхайской фондовой бирже. В мае 2004 года были запущены грузовые рейсы по внутренним маршрутам.
В 2006 году была образована дочерняя грузовая авиакомпания Shanghai Airlines Cargo.
За свою историю с самолётами Shanghai Airlines не происходило авиакатастроф, что делает её одной из самых безопасных авиакомпаний Азии.
12 декабря 2007 года Shanghai Airlines стала девятнадцатым полноправным членом глобального альянса пассажирских перевозок Star Alliance.
В результате поглощения магистральной авиакомпанией China Eastern Airlines перевозчик прервал 1 ноября 2010 года членство в Star Alliance, став 21 июня следующего года аффилированным членом конкурирующего альянса SkyTeam.

## Маршрутная сеть
Маршрутная сеть регулярных перевозок Shanghai Airlines охватывает более 140 пунктов назначения внутри страны и за её пределами. Основными международными направлениями являются Гонконг, Макао, Тайвань, Япония, Южная Корея, Сингапур и Таиланд. Под брендом China Eastern Airlines перевозчик обслуживает дальнемагистральный маршрут из Шанхая в аэропорт Мельбурн (Австралия).

## Кодшеринговые соглашения
Кроме членов альянса SkyTeam авиакомпания Shanghai Airlines работает в партнёрских соглашениях со следующими перевозчиками:
- China United Airlines
- Sichuan Airlines

## Флот

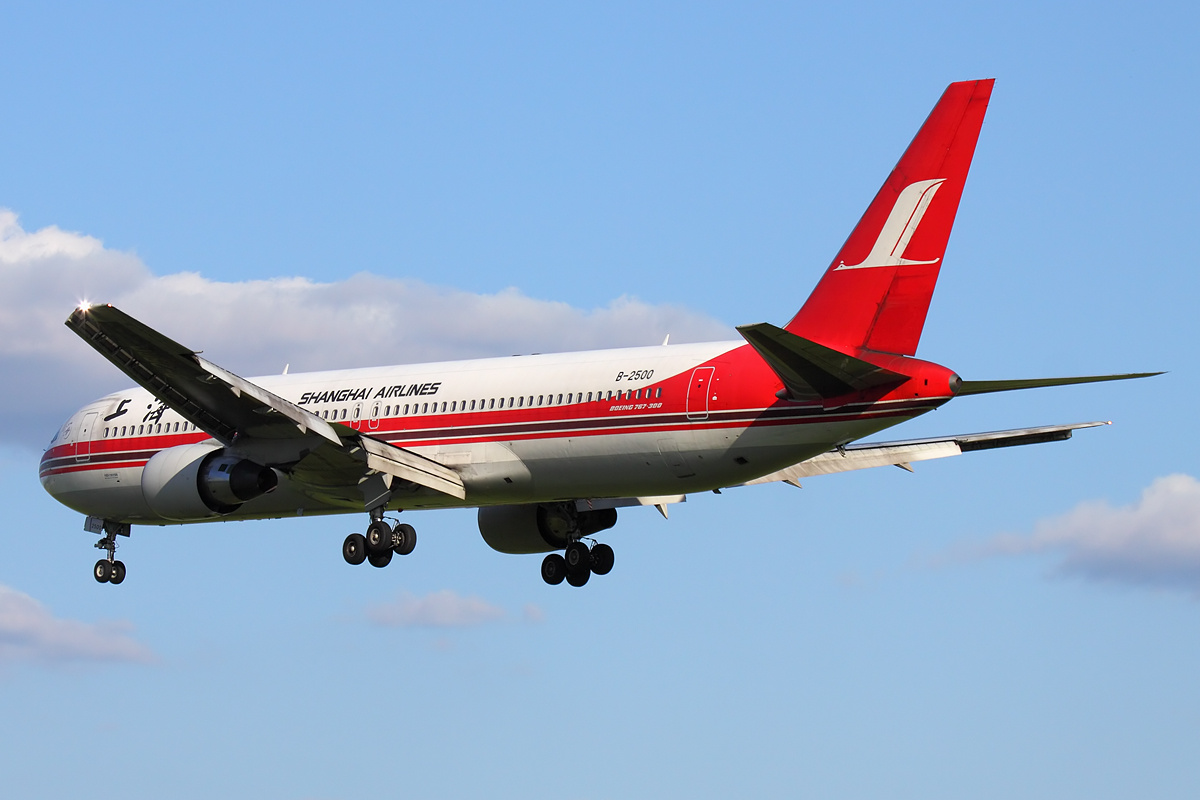
Boeing 767-300ER авиакомпании Shanghai Airlines в заходе на посадку в московском аэропорту Шереметьево, 2012 год

В июле 2021 года воздушный флот авиакомпании Shanghai Airlines составляли следующие самолёты:

### Прежний флот

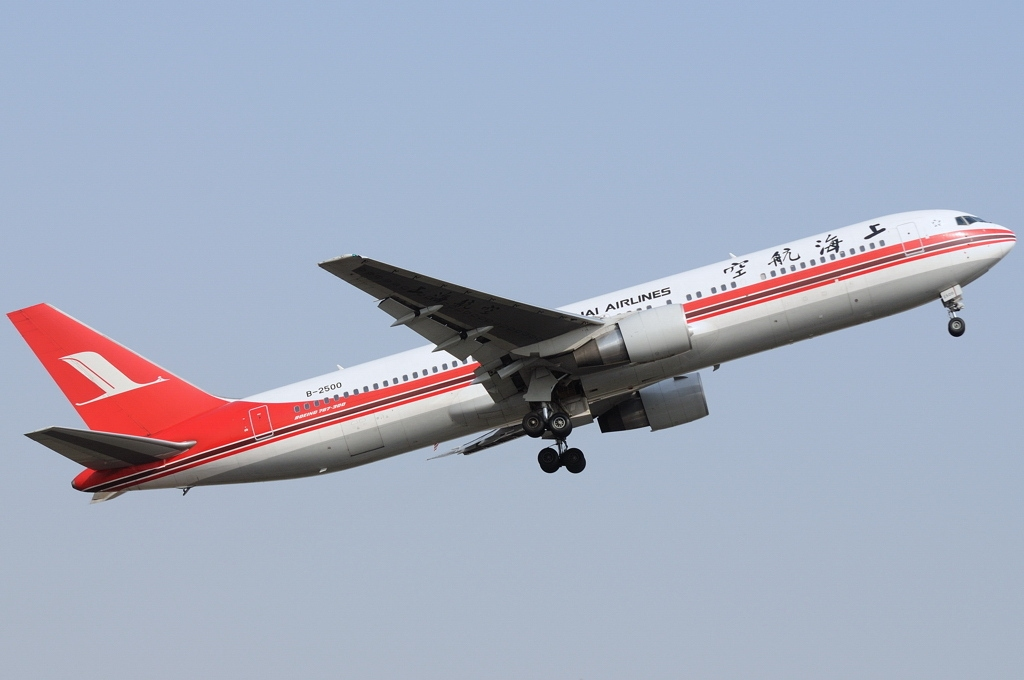
Boeing 767-300ER авиакомпании Shanghai Airlines

Ранее авиакомпания использовала следующие воздушные суда:

## Ливрея
В начале 2007 Шанхайские Авиалинии изменили вид своей ливреи, заменив свой классический символ. В ноябре 2007 один из Boeing 767—300 был окрашен в ливрею Star Alliance.